# Nathu La
Nathu La er et bjergpas på grænsen mellem Kina og Indien, der forbinder den indiske delstat Sikkim med Tibets sydlige grænse. Passet der ligger 4.310 meter over havets overflade var en del af den historiske silkevej.
- Wikimedia Commons har flere filer relateret til Nathu La

| Bjerg | Spire Denne artikel om et bjerg eller en bjergkæde er en spire som bør udbygges. Du er velkommen til at hjælpe Wikipedia ved at udvide den. |

27°23′13″N 88°49′51″Ø / 27.38681°N 88.83094°Ø